# Jean-Dominique Gautier
Pour les articles homonymes, voir Dominique Gauthier et Gautier.
Jean-Dominique Gautier est un réalisateur français de films documentaires, né à Bordeaux en 1953.

## Biographie
D'abord réalisateur de documentaires de commande pour la télévision ou pour des entreprises, Jean-Dominique Gautier signe ensuite de documentaires courts et longs plus personnels à partir de 1982.
Sa carrière prend un tournant important en 1994, lorsque débute une collaboration avec l'historien Jean Ortiz pour réaliser un documentaire sur la participation des républicains espagnols aux maquis des Pyrénées pendant la Résistance. Le documentaire qui en résulte, Guerrillero, est couronné en 1997 par deux prix, le Prix Jean Rouch et le Prix François Schachter, et fait l'objet d'une diffusion en version courte sur France 3 Sud. 
Depuis, il a réalisé de nombreux films  ayant trait à l'histoire sociale, et en particulier à l'histoire sociale du Béarn et des combattants de la Guerre d'Espagne. Il a réalisé en 2007 un film consacré à la laïcité avec notamment Henri Peña-Ruiz. En octobre 2013 est sorti un film documentaire sur le mouvement espérantiste tourné en 2009 et 2010 et réalisé à l'initiative de SAT-Amikaro qui en a assuré le financement. Dans ce documentaire de nombreux protagonistes s'expriment en espéranto. Il est par ailleurs doublé dans les 6 langues de travail de l’ONU (anglais, arabe, chinois, espagnol, français et russe) ainsi qu'en espéranto (pour les interventions en français), et sous-titré en 22 langues.

## Filmographie
- Louis Barthou, 1982, 16 min.
- Francis Jammes, 1986, 26 min.
- Joseph Peyre, 1987, 26 min.
- Aspe, une vallée en sursis, 1995, 35 min.
- Guerrillero, 1996, 52 min.
- Guerrillero 1998,  26 min. Version raccourcie pour France 3 Sud
- Musique pour sonnailles, 1999, 52 min.
- Eth Renom, 1999, 26 min.
- Station debout pénible", 2000, 26 min.
- Paroles de pères, 2002, 52 min.
- Les maquis de l'impossible espoir, 2003, 52 min.
- Espejo rojo, 2005. 75 min.
- Lo que me contó abuelito, avec Agnès Lanusse. Histoires argentines de béarnais émigrés
- Rouge Miroir, 2007, avec Jean Ortiz, 1 h 18 min.
- Le Cri du silence, 2007, avec Jean Ortiz, 62 min.
- Confidences Cubaines, 2007, avec Jean Ortiz, 70 min.
- Laïcité, 2007, 52 min.
- Paroles d'anciens, 2008.
- Fils de Rojo, 2009, diffusé par France 3 Aquitaine le 21 février 2009.
- Caimanes, Los sin agua (Les Damnés de l'Eau), avec Jean Ortiz, 2011, 9 min.
- Winnipeg, La traversée solidaire, 2012
- Esperanto, 2013, 66 min
- Companeras, 2015, 75 min. réalisé avec Jean Ortiz
- Comme un gâteau mal coupé, 2018, 53 min
- Parlons utopie, 2018, 75 min.